# Adolf Pimpara
Adolf Pimpara (17. listopadu 1910 – 1982) byl český a československý politik Komunistické strany Československa a poúnorový poslanec Národního shromáždění ČSR.

## Biografie
Vyučil se truhlářem. Od roku 1929 byl členem KSČ. V období let 1933–1935 zastával funkci organizačního tajemníka KV KSČ v Hodoníně, potom byl do roku 1939 funkcionářem KV KSČ v Praze. V letech 1933–1939 byl rovněž členem komise stranické kontroly KSČ. V listopadu 1939 byl zatčen a až do konce války byl vězněn.
Po válce bydlel v Českém Brodě.
V roce 1948 se uvádí jako dřevodělník a okresní tajemník KSČ. Okresním tajemníkem OV KSČ Český Brod byl do roku 1948. Od listopadu 1948 do září 1950 byl členem Komise stranické kontroly KSČ. V roce 1952 zastával funkci náčelníka politické správy Pohraniční stráže. Měl hodnost majora.
Po volbách roku 1948 byl zvolen do Národního shromáždění za KSČ ve volebním kraji Praha-venkov. Mandát nabyl až dodatečně v červenci 1951 jako náhradník poté, co rezignoval poslanec František Dvořák. V parlamentu zasedal do konce funkčního období, tedy do voleb v roce 1954.
Historik Jaroslav Pospíšil řadí Pimparu mezi agenty sovětské MGB v aparátu KSČ (pracoval na evidenčním oddělení ÚV KSČ).